# 稻荷口站
稻荷口站（日语：／ Inariguchi eki */?）是位於日本愛知縣豐川市站前通三丁目的名古屋鐵道豐川線鐵路車站。

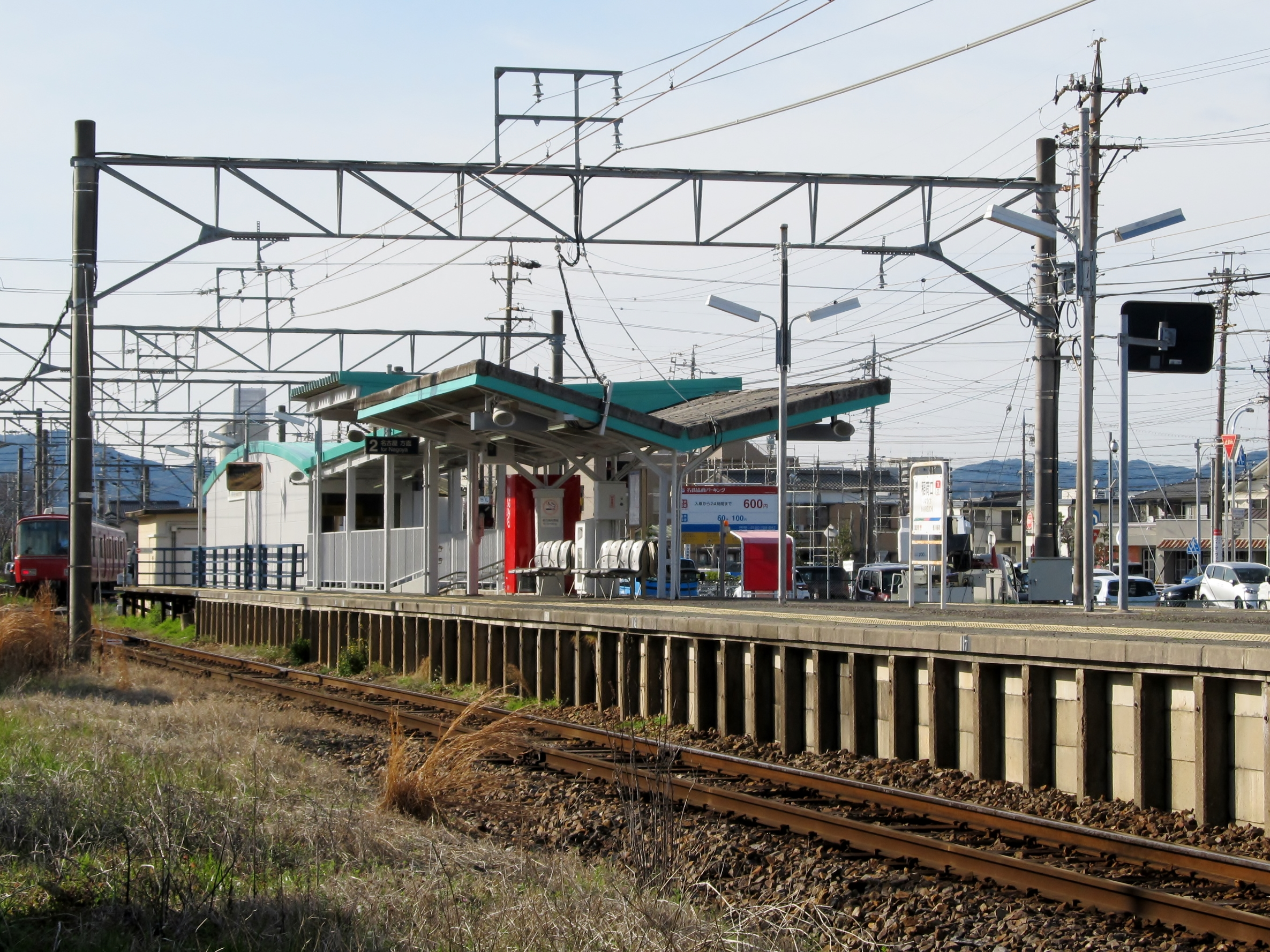
月台遠景（2024年2月）

## 概要
車站內的閘機可以使用Manaca智能卡。除了在一月期間，部分列車通過本站外，所有列車都必須在此站停車。車站被使用了車站集中管理系統，自啟用以來就是一座無人站（由國府站管理）。

## 車站構造
島式月台1面2線的地面車站。

### 月台配置
| 月台 | 路線   | 方向 | 目的地                         |
| ---- | ------ | ---- | ------------------------------ |
| 1    | 豐川線 | 下行 | 豐川稻荷                       |
| 2    | 豐川線 | 上行 | 國府、東岡崎、名古屋、岐阜方向 |

### 配線圖
| ← 豐川稻荷站    | 稻荷口站 構內配線略圖 | → 國府、 名古屋方向 |
| 图例 参考文献： |                       |                     |

## 利用狀況
| 年度   | 1日平均 上車人次 |
| ------ | ---------------- |
| 2013年 | 472              |
| 2014年 | 472              |
| 2015年 | 475              |
| 2016年 | 476              |
| 2017年 | 494              |

## 車站周邊
- 豐川稻荷 ※正式名稱為豐川閣妙嚴寺
- FEEL豐川店
- San-yone豐川店
- Domy豐川店
- KAHMA豐川東店
- RIGHT-ON 豐川店
- Kappa壽司豐川店
- 豐川年金事務所
- 千歳通
- 站前通

## 历史
- 1954年（昭和29年）4月1日 - 車站開業，開業時已經是無人站。
- 2005年（平成17年）12月14日 - 開始使用車站集中管理系統，也及TRANPASS導入。
- 2011年（平成23年）2月11日 - 智能卡manaca導入。
- 2012年（平成24年）2月29日 - 不再可以在此車站使用TRANPASS。

## 相鄰車站
名古屋鐵道
 豐川線
□快速特急、■特急、■急行、■準急、■普通
諏訪町（TK02）－稻荷口（TK03）－豐川稻荷（TK04）

## 外部連結
- 稻荷口 - 名古屋鐵道